# بول كروغمان

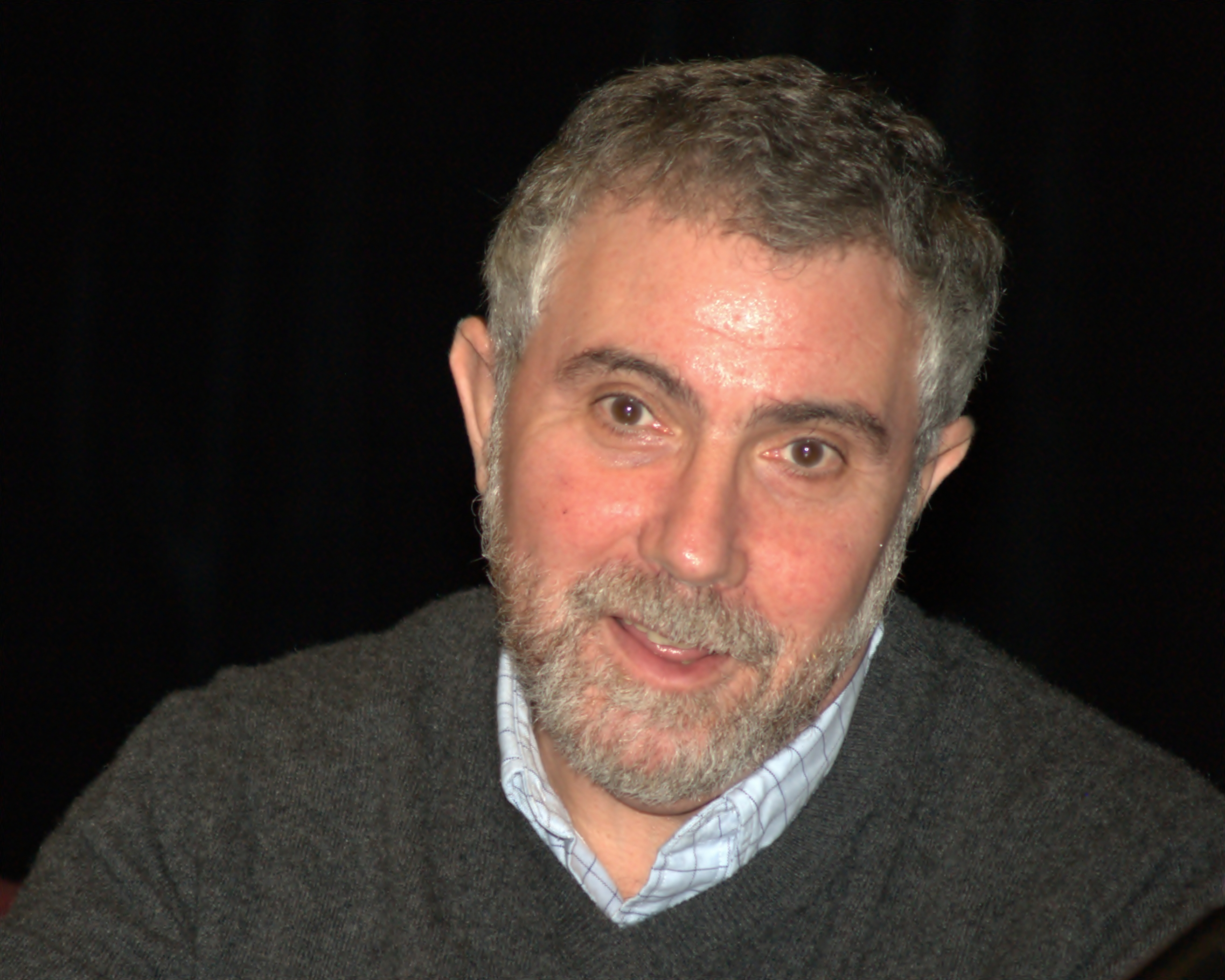
كروغمان في 2010 مهرجان بروكلين للكتاب.

بول روبين كروغمان (بالإنجليزية:Paul Robin Krugman) من مواليد 28 فبراير 1953، هو اقتصادي أمريكي، وأستاذ الاقتصاد في مركز الدراسات العليا بجامعة مدينة نيويورك، وكاتب عمود في صحيفة نيويورك تايمز. في عام 2008، نال كروغمان جائزة نوبل في العلوم الاقتصادية عن مساهماته في النظرية التجارية الجديدة والجغرافيا الاقتصادية الجديدة. واستشهدت لجنة الجائزة بعمل كروغمان الذي يشرح أنماط التجارة الدولية والتوزيع الجغرافي للنشاط الاقتصادي، من خلال دراسة آثار وفورات الحجم وتفضيلات المستهلكين على مختلف السلع والخدمات.
عمل كروغمان سابقًا أستاذًا للاقتصاد في معهد ماساتشوستس للتكنولوجيا، ثم لاحقًا في جامعة برينستون. تقاعد من برينستون في يونيو 2015 حاملًا للقب أستاذ فخري، كما أنه حمل أيضًا لقب «أستاذ المئويّة» في كلية لندن للاقتصاد. كان رئيسًا للرابطة الاقتصادية الشرقية في عام 2010، وهو من أكثر الاقتصاديين نفوذًا في العالم. معروفٌ في الأوساط الأكاديمية بعمله في الاقتصاد الدولي (بما في ذلك النظرية التجارية والمالية الدولية)، وفي الجغرافيا الاقتصادية وفخاخ السيولة وأزمات العملة.
ساهم كروغمان في 27 كتابًا بين تأليف وتحرير، بما في ذلك الأعمال الأكاديمية، والكتب المدرسيّة، والكتب الموجّهة للعوام، ونشر أكثر من 200 مقال علمي في مجلات مهنية ومجلدات منقحة. كما كتب عدة مئات من الأعمدة حول القضايا الاقتصادية والسياسية لصحيفة نيويورك تايمز، ومجلة فورتشن، ومجلة سليت. في مسح أُجري عام 2011 مع أساتذة الاقتصاد، أُطلق عليه اسم الخبير الاقتصادي المفضل لديهم ممن هم دون سن الستين. كمعلق، كتب كروغمان عن مجموعة واسعة من القضايا الاقتصادية بما في ذلك توزيع الدخل، والضرائب، والاقتصاد الكلي، والاقتصاد الدولي. يعتبر كروغمان نفسه ليبراليًّا معاصرًا، بناءً على كتبه، ومدوّنته في صحيفة نيويورك تايمز، وكتابه في عام 2007 «ضمير ليبرالي». جذب تعليقه الشعبي اهتمامًا واسعًا وتعليقات إيجابية وسلبية على حدّ سواء.

## نشأته وتعليمه
ولد كروغمان لأسرة روسية ويهودية، هو ابن أنيتا وديفيد كروغمان. في عام 1922، هاجر أجداده من جهة أبيه إلى الولايات المتحدة من بريست، بيلاروس التي كانت في ذلك الوقت جزءًا من بولندا. ولد في ألباني، نيويورك، ونشأ في ميريك، إحدى قرى مقاطعة ناسو. تخرج من مدرسة جون ف. كينيدي الثانوية في بلمور. حسب كروغمان، بدأ اهتمامه بالاقتصاد بروايات مؤسسة إسحاق أسيموف، حيث يستخدم علماء اجتماع المستقبل علم «التاريخ النفسي» الجديد في محاولة لإنقاذ الحضارة. بسبب قصور العلوم الحالية كثيرًا عن «التاريخ النفسي»، تحول كروغمان إلى الاقتصاد باعتباره أفضل شيء آخر.
حصل كروغمان على شهادة البكالوريوس مع مرتبة الشرف في الاقتصاد من جامعة ييل عام 1974، وأكمل دراسته للحصول على الدكتوراه في الاقتصاد من معهد ماساتشوستس للتكنولوجيا. في عام 1977، نجح في إكمال الدكتوراه في ثلاث سنوات، بأطروحة بعنوان «مقالات عن أسعار الصرف المرنة». في معهد ماساتشوستس للتكنولوجيا، كان جزءًا من مجموعة صغيرة من طلاب معهد ماساتشوستس للتكنولوجيا الذين أُرسلوا للعمل في البنك المركزي البرتغالي لمدة ثلاثة أشهر في صيف عام 1976، خلال فترة الفوضى التي تلت ثورة القرنفل.
أشاد كروغمان لاحقًا بمشرفه على رسالته للدكتوراه، رودي دورنبوش، ووصفه بأنه «أحد أعظم أساتذة الاقتصاد في كل الأوقات». في عام 1978، قدم كروغمان عددًا من الأفكار إلى دورنبوش، الذي أشار إلى فكرة النموذج التجاري الاحتكاري التنافسي باعتبارها فكرة مثيرة للاهتمام. وبتشجيع منه، عمل كروغمان على هذه الفكرة وكتب لاحقًا: «عرفت خلال بضع ساعات أن مفتاح حياتي المهنية كلها في متناول يدي». وفي نفس العام، كتب كروغمان «نظرية التجارة بين النجوم» (بالإنجليزية: The Theory of Interstellar Trade)، وهو مقال ساخر عن حساب أسعار الفائدة على السلع العابرة بالقرب من سرعة الضوء. يقول إنه كتبها ليبهج نفسه عندما كان «أستاذًا مساعدًا مرهقًا».

## مسيرته الأكاديميّة
أصبح كروغمان أستاذًا مساعدًا في جامعة ييل في سبتمبر 1977. التحق بكلية معهد ماساتشوستس للتكنولوجيا في عام 1979. في الفترة من عام 1982 إلى عام 1983، أمضى كروغمان عامًا في العمل في البيت الأبيض أثناء إدارة الرئيس رونالد ريغان كموظّف في مجلس المستشارين الاقتصاديين. ثم عاد إلى الالتحاق بمعهد ماساتشوستس للتكنولوجيا عام 1984، كما درّس كروغمان في جامعة ستانفورد، وجامعة ييل، وكلية لندن للاقتصاد.
في عام 2000، انضم كروغمان إلى جامعة برينستون بصفته أستاذًا للاقتصاد والشؤون الدولية. وهو أيضًا أستاذ في كلية لندن للاقتصاد، وعضو في مجموعة الثلاثين من الاقتصاديين الدوليين، وهو شريك باحث في المكتب الوطني للبحوث الاقتصادية منذ عام 1979. كان كروغمان رئيسًا للرابطة الاقتصادية الشرقية في عام 2010. في فبراير 2014، أعلن أنه سيتقاعد من برينستون في يونيو 2015 وأنه سينضم إلى هيئة التدريس في كلية مركز الدراسات العليا في جامعة مدينة نيويورك.
كتب بول كروغمان بشكلٍ واسعٍ عن الاقتصاد الدوليّ، بما في ذلك التجارة الدوليّة، والجغرافيا الاقتصادية، والتمويل الدولي. يصنفه مشروع الأبحاث في الاقتصاد من بين أكثر خبراء الاقتصاد تأثيرًا على مستوى العالم. شارك في تأليف كتابٍ بعنوان «الاقتصاد الدولي لكروغمان: النظرية والسياسة» مع موريس أوبستفيلد، والذي يعد كتابًا نموذجيًّا في مجال الاقتصاد الدّولي للطلاب الجامعيّين في المراحل الأولى. كتب كروغمان عن مواضيع اقتصادية موجّهة إلى عامة الناس، والتي تتناول في بعض الأحيان المواضيع الاقتصادية الدوليّة وتوزيع الدخول والسياسة العامّة.
ذكرت لجنة جائزة نوبل أن أهم مساهمة قدمها كروغمان هي تحليله لآثار الاقتصادات الكبيرة، مقترنًا بافتراض أن المستهلكين يقدرون التنوّع، والتجارة الدوليّة، وموقع النشاط الاقتصادي. تعززت أهمية القضايا المكانيّة في الاقتصاد بفضل قدرة كروغمان على تعميم هذه النظرية المعقّدة بمساعدة الكتب الميسرة والتوليفات الحديثة. "كان كروغمان دون شك اللاعب الرئيسي في "وضع التحليل الجغرافي في صلب التيار الاقتصادي"... وفي منح ذلك الدور المركزي الذي يفترض الآن.

## الحياة الشخصيّة
تزوج كروغمان مرتين، زوجته الأولى هي روبن برغمان والتي كانت تعمل كمصممة. وهو متزوج حاليًّا من روبين ويلز، الخبيرة الاقتصادية الأكاديمية التي حصلت على شهادة البكالوريوس من جامعة شيكاغو، والدكتوراه من جامعة كاليفورنيا في بيركلي. وهي –مثل كروغمان- درّست في معهد ماساتشوستس للتكنولوجيا. تعاون كروغمان وزوجته معًا في العديد من الكتب الاقتصادية. على الرغم من الشائعات التي بدأت تتردد في أوائل عام 2007 حول أن «ابن» كروغمان كان يعمل لصالح حملة هيلاري كلينتون، إلا أن كروغمان أكد في عمود التحرير في صحيفة نيويورك تايمز على أنه وزوجته لم ينجبا أطفالًا.
يعيش كروغمان حاليا في مدينة نيويورك. عندما تقاعد من برينستون بعد خمس عشرة سنة من التدريس في يونيو 2015، تناول هذا الموضوع في عموده، مشيرًا إلى أنه في حين أنه يحتفظ بأقصى درجات الثناء والاحترام لمدينة برينستون، فإنه يرغب في الإقامة في مدينة نيويورك ويأمل في التركيز أكثر على قضايا السياسة العامة.
أصبح أستاذًا في مركز الدراسات العليا في جامعة مدينة نيويورك وباحثًا متميّزًا في مركز دراسات الدخل في مركز لوكسمبورغ للدراسات العليا.

## وصلات خارجية
- بول كروغمان على موقع IMDb (الإنجليزية)
- بول كروغمان على موقع الموسوعة البريطانية (الإنجليزية)
- بول كروغمان على موقع مونزينجر (الألمانية)
- بول كروغمان على موقع ميوزك برينز (الإنجليزية)
- بول كروغمان على موقع إن إن دي بي (الإنجليزية)